# Світовий Тур UCI 2014
Світовий Тур UCI 2014 - шості змагання з велоспорту на шосе за новою рейтинговою системою, яку ввів Міжнародний союз велосипедистів (UCI) 2009 року. Сезон розпочався 21 січня стартовим етапом Тур Даун Андер і завершився 14 жовтня етапом Туром Пекіна.
Після перемоги на UCI ProTour 2008 іспанець Алехандро Валверде виграв свій перший титул Світового туру, набравши 686 очок упродовж сезону. Гонщик Movistar Team на 66 очок випередив свого найближчого переслідувача і співвітчизника Альберто Контадора з команди Tinkoff, а австралієць Саймон Джерранс з команди Orica–Scott посів третє місце, більш як на 200 очок позаду Валверде. В командному заліку Movistar Team другий рік підряд фінішувала на першому місці, набравши загалом 1440 очок. Друге місце посіла команда BMC Racing Team після здобуття двох перемог на трьох останніх етапах сезону, а Tinkoff завершила сезон на третьому місці. У національному заліку першість тримала Іспанія, яка на 764 очки випередила Італію.

## Команди
Команди складалися з кількох груп. Перша група складалася зі Світових команд. Організатори також могли запрошувати континентальні і національні команди.
| Код | Офіційна назва команди                   | Власник ліцензії                 | Країна          | Спонсор    | Велосипеди  |
| --- | ---------------------------------------- | -------------------------------- | --------------- | ---------- | ----------- |
| ALM | AG2R La Mondiale (сезон 2014)            | EUSRL France Cyclisme            | Франція         | Campagnolo | Focus       |
| AST | Astana Pro Team (сезон 2014)             | Abacanto SA                      | Казахстан       | Campagnolo | Specialized |
| BEL | Team Lotto NL-Jumbo (сезон 2014)         | Rabo Wielerploegen               | Нідерланди      | Shimano    | Bianchi     |
| BMC | BMC Racing Team (сезон 2014)             | Continuum Sports LLC             | США             | Shimano    | BMC         |
| CAN | Cannondale Pro Cycling Team (сезон 2014) | Brixia Sports                    | Італія          | SRAM       | Cannondale  |
| EUC | Direct Energie (сезон 2014)              | SA Vendée Cyclisme               | Франція         | Campagnolo | Colnago     |
| FDJ | FDJ (сезон 2014)                         | Société de Gestion de L'Echappée | Франція         | Shimano    | Lapierre    |
| GIA | Team Sunweb (сезон 2014)                 | SMS Cycling B.V.                 | Нідерланди      | Shimano    | Giant       |
| GRS | Cannondale-Garmin (сезон 2014)           | Slipstream Sports, LLC           | США             | Shimano    | Cervélo     |
| KAT | Katusha–Alpecin (сезон 2014)             | Katusha Management SA            | Росія           | Shimano    | Canyon      |
| LAM | UAE Team Emirates (сезон 2014)           | CGS Cycling Team AG              | Італія          | Shimano    | Merida      |
| LTB | Lotto Soudal (сезон 2014)                | Belgian Cycling Company sa       | Бельгія         | Campagnolo | Ridley      |
| MOV | Movistar Team (сезон 2014)               | Abarca Sports S.L.               | Іспанія         | Campagnolo | Canyon      |
| OGE | Orica–Scott (сезон 2014)                 | GreenEdge Cycling                | Австралія       | Shimano    | Scott       |
| OPQ | Quick-Step Floors (сезон 2014)           | Esperanza bvba                   | Бельгія         | SRAM       | Specialized |
| SKY | Team Sky (сезон 2014)                    | Tour Racing Limited              | Велика Британія | Shimano    | Pinarello   |
| TCS | Tinkoff (сезон 2014)                     | Tinkoff Sport                    | Росія           | SRAM       | Specialized |
| TFR | Trek-Segafredo (сезон 2014)              | Trek Bicycle Corporation         | США             | Shimano    | Trek        |

## Змагання
Всі етапи Світового Туру UCI 2013 увійшли в цей сезон.
| Етап                                                    | Дати                   | Переможець                | Переможець | Другий                   | Другий  | Третій                     | Третій  | Решта очок (4-те місце і нижче)                                   | Очки за етап    |
| ------------------------------------------------------- | ---------------------- | ------------------------- | ---------- | ------------------------ | ------- | -------------------------- | ------- | ----------------------------------------------------------------- | --------------- |
| Тур Даун Андер                                          | 21 – 26 січня          | Саймон Джерранс (AUS)     | 100        | Кадел Еванс (AUS)        | 80      | Дієго Уліссі (ITA)         | 70      | 60, 50, 40, 30, 20, 10, 4                                         | 6, 4, 2, 1, 1   |
| Париж — Ніцца                                           | 9 – 16 березня         | Карлос Бетанкур (COL)     | 100        | Руй Кошта (POR)          | 80      | Артур Вішо (FRA)           | 70      | 60, 50, 40, 30, 20, 10, 4                                         | 6, 4, 2, 1, 1   |
| Тіррено — Адріатіко                                     | 12 – 18 березня        | Альберто Контадор (ESP)   | 100        | Наїро Кінтана (COL)      | 80      | Роман Кройцігер (CZE)      | 70      | 60, 50, 40, 30, 20, 10, 4                                         | 6, 4, 2, 1, 1   |
| Мілан — Сан-Ремо                                        | 23 березня             | Александер Крістофф (NOR) | 100        | Фаб'ян Канчеллара (SUI)  | 80      | Бен Свіфт (GBR)            | 70      | 60, 50, 40, 30, 20, 10, 4                                         | N/A             |
| Вольта Каталунії                                        | 24 – 30 березня        | Хоакім Родрігес (ESP)     | 100        | Альберто Контадор (ESP)  | 80      | ТіДжей Ван Гардер (USA)    | 70      | 60, 50, 40, 30, 20, 10, 4                                         | 6, 4, 2, 1, 1   |
| E3 Харелбеке                                            | 28 березня             | Петер Саган (SVK)         | 80         | Нікі Терпстра (NED)      | 60      | Джерейнт Томас (GBR)       | 50      | 40, 30, 22, 14, 10, 6, 2                                          | N/A             |
| Гент — Вевельгем                                        | 30 березня             | Джон Дегенкольб (GER)     | 80         | Арно Демар (FRA)         | 60      | Петер Саган (SVK)          | 50      | 40, 30, 22, 14, 10, 6, 2                                          | N/A             |
| Тур Фландрії                                            | 6 квітня               | Фаб'ян Канчеллара (SUI)   | 100        | Грег Ван Авермет (BEL)   | 80      | Сеп Ванмарке (BEL)         | 70      | 60, 50, 40, 30, 20, 10, 4                                         | N/A             |
| Тур Країни Басків                                       | 7 – 12 квітня          | Альберто Контадор (ESP)   | 100        | Міхал Квятковський (POL) | 80      | Жан-Крістоф Перо (FRA)     | 70      | 60, 50, 40, 30, 20, 10, 4                                         | 6, 4, 2, 1, 1   |
| Париж — Рубе                                            | 13 квітня              | Нікі Терпстра (NED)       | 100        | Джон Дегенкольб (GER)    | 80      | Фаб'ян Канчеллара (SUI)    | 70      | 60, 50, 40, 30, 20, 10, 4                                         | N/A             |
| Амстел Голд Рейс                                        | 20 квітня              | Філіп Жильбер (BEL)       | 80         | Єлле Ванендерт (BEL)     | 60      | Саймон Джерранс (AUS)      | 50      | 40, 30, 22, 14, 10, 6, 2                                          | N/A             |
| Флеш Валонь                                             | 23 квітня              | Алехандро Валверде (ESP)  | 80         | Ден Мартін (IRL)         | 60      | Міхал Квятковський (POL)   | 50      | 40, 30, 22, 14, 10, 6, 2                                          | N/A             |
| Льєж — Бастонь — Льєж                                   | 27 квітня              | Саймон Джерранс (AUS)     | 100        | Алехандро Валверде (ESP) | 80      | Міхал Квятковський (POL)   | 70      | 60, 50, 40, 30, 20, 10, 4                                         | N/A             |
| Тур Романдії                                            | 29 квітня – 4 травня   | Кріс Фрум (GBR)           | 100        | Симон Шпілак (SLO)       | 80      | Руй Кошта (POR)            | 70      | 60, 50, 40, 30, 20, 10, 4                                         | 6, 4, 2, 1, 1   |
| Джиро д'Італія                                          | 9 травня – 1 червня    | Наїро Кінтана (COL)       | 170        | Рігоберто Уран (COL)     | 130 pts | Фабіо Ару (ITA)            | 100     | 90, 80, 70, 60, 52, 44, 38, 32, 26, 22, 18, 14, 10, 8, 6, 4, 2    | 16, 8, 4, 2, 1  |
| Крітеріум ду Дофіне                                     | 8 – 15 червня          | Ендрю Таланскі (USA)      | 100        | Альберто Контадор (ESP)  | 80      | Юрген Ван ден Брук (BEL)   | 70      | 60, 50, 40, 30, 20, 10, 4                                         | 6, 4, 2, 1, 1   |
| Тур Швейцарії                                           | 14 – 22 червня         | Руй Кошта (POR)           | 100        | Матіас Франк (SUI)       | 0 pts   | Бауке Моллема (NED)        | 70      | 60, 50, 40, 30, 20, 10, 4                                         | 6, 4, 2, 1, 1   |
| Тур де Франс                                            | 5 – 27 липня           | Вінченцо Нібалі (ITA)     | 200        | Жан-Крістоф Перо (FRA)   | 150     | Тібо Піно (FRA)            | 120 pts | 110, 100, 90, 80, 70, 60, 50, 40, 30, 24, 20, 16, 12, 10, 8, 6, 4 | 20, 10, 6, 4, 2 |
| Класика Сан-Себастьяна                                  | 2 серпня               | Алехандро Валверде (ESP)  | 80         | Бауке Моллема (NED)      | 60      | Хоакім Родрігес (ESP)      | 50      | 40, 30, 22, 14, 10, 6, 2                                          | N/A             |
| Тур Польщі                                              | 3 – 9 серпня           | Рафал Майка (POL)         | 100        | Йон Іссагірре (ESP)      | 80      | Беньят Інчаусті (ESP)      | 70      | 60, 50, 40, 30, 20, 10, 4                                         | 6, 4, 2, 1, 1   |
| Енеко Тур                                               | 11 - 17 серпня         | Тім Велленс (BEL)         | 100        | Ларс Бом (NED)           | 80      | Том Дюмулін (NED)          | 70      | 60, 50, 40, 30, 20, 10, 4                                         | 6, 4, 2, 1, 1   |
| Вуельта Іспанії                                         | 23 серпня – 14 вересня | Альберто Контадор (ESP)   | 170        | Кріс Фрум (GBR)          | 130 pts | Алехандро Валверде (ESP)   | 100     | 90, 80, 70, 60, 52, 44, 38, 32, 26, 22, 18, 14, 10, 8, 6, 4, 2    | 16, 8, 4, 2, 1  |
| Ваттенфаль Класик                                       | 24 серпня              | Александер Крістофф (NOR) | 80         | Джакомо Ніццоло (ITA)    | 60      | Саймон Джерранс (AUS)      | 50      | 40, 30, 22, 14, 10, 6, 2                                          | N/A             |
| Гран-прі Уес Франс                                      | 31 серпня              | Сільвен Шаванель (FRA)    | 0 pts      | Андреа Феді (ITA)        | 0 pts   | Артур Вішо (FRA)           | 50      | 40, 30, 22, 14, 10, 6, 2                                          | N/A             |
| Гран-прі Квебека                                        | 12 вересня             | Саймон Джерранс (AUS)     | 80         | Том Дюмулін (NED)        | 60      | Рамунас Навардаускас (LTU) | 50      | 40, 30, 22, 14, 10, 6, 2                                          | N/A             |
| Гран-прі Монреаля                                       | 14 вересня             | Саймон Джерранс (AUS)     | 80         | Руй Кошта (POR)          | 60      | Тоні Галлопен (FRA)        | 50      | 40, 30, 22, 14, 10, 6, 2                                          | N/A             |
| Командна гонка з роздільним стартом на Чемпіонаті світу | вересня 21             | BMC Racing Team           | 200        | Orica–Scott              | 170     | Quick-Step Floors          | 140     | 130, 120, 110, 100, 90, 80, 70                                    | N/A             |
| Джиро ді Ломбардія                                      | 5 жовтня               | Ден Мартін (IRL)          | 100        | Алехандро Валверде (ESP) | 80      | Руй Кошта (POR)            | 70      | 60, 50, 40, 30, 20, 10, 4                                         | N/A             |
| Тур Пекіна                                              | 10 - 14 жовтня         | Філіп Жильбер (BEL)       | 100        | Ден Мартін (IRL)         | 80      | Естебан Чавес (COL)        | 70      | 60, 50, 40, 30, 20, 10, 4                                         | 6, 4, 2, 1, 1   |

Примітки
1. ↑  Оскільки Франк виступав за IAM Cycling, яка не є світовою командою, то він не міг набирати очки в залік Світового туру.
2. ↑  Оскільки Шаванель виступав за IAM Cycling, яка не є світовою командою, то він не міг набирати очки в залік Світового туру.
3. ↑  Оскільки Феді виступав за Wilier Triestina–Selle Italia, яка не є світовою командою, то він не міг набирати очки в залік Світового туру.
4. ↑  Командна гонка з роздільним стартом на Чемпіонаті світу давала очки лише в командний залік, але не в особистий чи національний.

## Рейтинги

### Особистий
Гонщики, які набрали одну й ту саму кількість очок, ділили місця за кількістю перемог, других місць, третіх місць тощо, на змаганнях і етапах Світового туру.
| Місце | Ім'я                      | Команда                     | Очки |
| ----- | ------------------------- | --------------------------- | ---- |
| 1     | Алехандро Валверде (ESP)  | Movistar Team               | 686  |
| 2     | Альберто Контадор (ESP)   | Tinkoff                     | 620  |
| 3     | Саймон Джерранс (AUS)     | Orica–Scott                 | 478  |
| 4     | Руй Кошта (POR)           | UAE Team Emirates           | 461  |
| 5     | Вінченцо Нібалі (ITA)     | Astana Pro Team             | 392  |
| 6     | Наїро Кінтана (COL)       | Movistar Team               | 346  |
| 7     | Кріс Фрум (GBR)           | Team Sky                    | 326  |
| 8     | Александер Крістофф (NOR) | Katusha–Alpecin             | 321  |
| 9     | Ден Мартін (IRL)          | Cannondale-Garmin           | 316  |
| 10    | Жан-Крістоф Перо (FRA)    | AG2R La Mondiale            | 300  |
| 11    | Фаб'ян Канчеллара (SUI)   | Trek-Segafredo              | 286  |
| 12    | Хоакім Родрігес (ESP)     | Katusha–Alpecin             | 286  |
| 13    | Джон Дегенкольб (GER)     | Team Sunweb                 | 278  |
| 14    | Філіп Жильбер (BEL)       | BMC Racing Team             | 272  |
| 15    | Петер Саган (SVK)         | Cannondale Pro Cycling Team | 263  |
| 16    | Міхал Квятковський (POL)  | Quick-Step Floors           | 257  |
| 17    | Фабіо Ару (ITA)           | Astana Pro Team             | 248  |
| 18    | Ромен Барде (FRA)         | AG2R La Mondiale            | 247  |
| 19    | Бауке Моллема (NED)       | Team Lotto NL-Jumbo         | 246  |
| 20    | Рафал Майка (POL)         | Tinkoff                     | 241  |
| 21    | Том Дюмулін (NED)         | Team Sunweb                 | 240  |
| 22    | ТіДжей Ван Гардер (USA)   | BMC Racing Team             | 219  |
| 23    | Сеп Ванмарке (BEL)        | Team Lotto NL-Jumbo         | 216  |
| 24    | Грег Ван Авермет (BEL)    | BMC Racing Team             | 210  |
| 25    | Тім Велленс (BEL)         | Lotto Soudal                | 204  |

- 236 гонщиків набрали очки. Ще 43 гонщики посіли місця, які принесли б їм очки, якби вони належали до світових команд.

### Командний
Командні очки нараховувалися додаванням особистих очок найкращих п'яти гонщиків у кожній команді. Крім того, до них додались очки зароблені в командній гонці з роздільним стартом на Чемпіонаті світу (WTTT).
| Місце | Команда                     | Очки | Найкращі 5 гонщиків                                                                 | WTTT |
| ----- | --------------------------- | ---- | ----------------------------------------------------------------------------------- | ---- |
| 1     | Movistar Team               | 1440 | Валверде (686), Н. Кінтана (346), Інчаусті (119), Й. ісагірре (105), Лобато (74)    | 110  |
| 2     | BMC Racing Team             | 1212 | Жильбер (272), Ван Гардер (219), Ван Авермет (210), Еванс (188), Санчес (123)       | 200  |
| 3     | Tinkoff                     | 1186 | Контадор (620), Майка (241), Кройцігер (135), Роджерс (60), Беннаті (10)            | 120  |
| 4     | Quick-Step Floors           | 1016 | Квятковський (257), Терпстра (200), Уран (173), Т. Мартін (146), Ванденберг (100)   | 140  |
| 5     | Orica–Scott                 | 953  | Джерранс (478), Чавес (80), Альбазіні (80), Імпі (73), Меттьюс (72)                 | 170  |
| 6     | Katusha–Alpecin             | 938  | Крістофф (321), Родрігес (286), Шпілак (173), Д. Морено (84), Дж. Карузо (74)       | 0    |
| 7     | AG2R La Mondiale            | 919  | Перо (300), Барде (247), Поццовіво (197), Бетанкур (114), Ріблон (61)               | 0    |
| 8     | Team Sunweb                 | 905  | Дегенкольб (278), Т. Дюмулін (240), Кіттель (136), Баргіль (103), Мезгец (58)       | 90   |
| 9     | Team Sky                    | 890  | Фрум (326), Томас (168), Нієве (104), Свіфт (91), Порт (71)                         | 130  |
| 10    | Astana Pro Team             | 823  | Нібалі (392), Ару (248), Фульсанг (97), Грівко (60), Гаспаротто (26)                | 0    |
| 11    | Cannondale-Garmin           | 807  | Д. Мартін (316), Таланскі (135), Навардаускас (126), Слагтер (84), Хешедаль (76)    | 70   |
| 12    | Team Lotto NL-Jumbo         | 795  | Моллема (246), Ванмарке (216), Келдерман (162), Бом (109), Гесінк (62)              | 0    |
| 13    | Trek-Segafredo              | 759  | Канчеллара (286), Ніццоло (108), Арредондо (101), Субельдія (84), Кішерловскі (80)  | 100  |
| 14    | UAE Team Emirates           | 706  | Кошта (461), Уліссі (125), Нємєц (67), Модоло (36), Чімолай (17)                    | 0    |
| 15    | Lotto Soudal                | 590  | Велленс (204), Галлопен (140), Є. Ванендерт (104), Ван ден Брук (96), Грайпель (46) | 0    |
| 16    | FDJ                         | 505  | Піно (162), Вішо (128), Буханні (116), Демар (77), Женьє (22)                       | 0    |
| 17    | Cannondale Pro Cycling Team | 456  | П. Саган (263), Д. карузо (47), Формоло (30), Де Маркі (22), Бассо (14)             | 80   |
| 18    | Direct Energie              | 271  | Роллан (138), Готьє (84), Сікар (22), Феклер (16), Кокар (11)                       | 0    |

### Національний
Національні очки нараховувалися додаванням особистих очок найкращих п'яти гонщиків, які виступали за ту чи іншу країну. Цей рейтинг також використовувався, щоб визначити кількість гонщиків від тієї чи іншої країни в груповій гонці Чемпіонату світу 2014.
| Місце | Країна          | Очки | Top five riders                                                                     |
| ----- | --------------- | ---- | ----------------------------------------------------------------------------------- |
| 1     | Іспанія         | 1834 | Валверде (686), Контадор (620), Родрігес (286), Санчес (123), Інчаусті (119)        |
| 2     | Італія          | 1070 | Нібалі (392), Ару (248), Поццовіво (197), Уліссі (125), Ніццоло (108)               |
| 3     | Бельгія         | 1006 | Жильбер (272), Ванмарке (216), Ван Авермет (210), Велленс (204), Є. Ванендерт (104) |
| 4     | Франція         | 987  | Перо (300), Барде (247), Піно (162), Галлопен (140), Роллан (138)                   |
| 5     | Нідерланди      | 957  | Моллема (246), Т. Дюмулін (240), Терпстра (200), Келдерман (162), Бом (109)         |
| 6     | Австралія       | 869  | Джерранс (478), Еванс (188), Меттьюс (72), Порт (71), Роджерс (60)                  |
| 7     | Колумбія        | 814  | Н. Кінтана (346), Уран (173), Бетанкур (114), Арредондо (101), Чавес (80)           |
| 8     | Велика Британія | 721  | Фрум (326), Томас (168), Кавендіш (92), Свіфт (91), А. Єйтс (44)                    |
| 9     | Німеччина       | 640  | Дегенкольб (278), Т. Мартін (146), Кіттель (136), Грайпель (46), Гешке (34)         |
| 10    | Польща          | 565  | Квятковський (257), Майка (241), Нємєц (67)                                         |
| 11    | Португалія      | 463  | Кошта (461), Кардосо (2)                                                            |
| 12    | США             | 430  | Ван Гардер (219), Таланскі (135), Фаррар (64), Горнер (10), Б. Кінг (2)             |
| 13    | Швейцарія       | 423  | Канчеллара (286), Альбазіні (80), Морабіто (42), Цаугг (9), Дільє (6)               |
| 14    | Ірландія        | 357  | Д. Мартін (316), Дейгнан (38), Роч (3)                                              |
| 15    | Норвегія        | 332  | Крістофф (321), Хусховд (8), Боассон Хаген (2), Нордхауг (1)                        |

- Гонщики з 34 країн набрали очки.

## Зміна лідера
| Змагання (Переможець)                                                     | Особистий          | Командний         | Національний |
| ------------------------------------------------------------------------- | ------------------ | ----------------- | ------------ |
| Тур Даун Андер (Саймон Джерранс)                                          | Саймон Джерранс    | Orica–Scott       | Австралія    |
| Париж — Ніцца (Карлос Бетанкур)                                           | Карлос Бетанкур    | UAE Team Emirates | Австралія    |
| Тіррено — Адріатіко (Альберто Контадор)                                   | Карлос Бетанкур    | AG2R La Mondiale  | Австралія    |
| Мілан — Сан-Ремо (Александер Крістофф)                                    | Карлос Бетанкур    | Movistar Team     | Австралія    |
| E3 Харелбеке (Петер Саган)                                                | Карлос Бетанкур    | Movistar Team     | Австралія    |
| Вольта Каталунії (Хоакім Родрігес)                                        | Альберто Контадор  | AG2R La Mondiale  | Іспанія      |
| Гент — Вевельгем (Джон Дегенкольб)                                        | Альберто Контадор  | AG2R La Mondiale  | Іспанія      |
| Тур Фландрії (Фаб'ян Канчеллара)                                          | Альберто Контадор  | Quick-Step Floors | Іспанія      |
| Тур Країни Басків (Альберто Контадор)                                     | Альберто Контадор  | Quick-Step Floors | Іспанія      |
| Париж — Рубе (Нікі Терпстра)                                              | Альберто Контадор  | Quick-Step Floors | Іспанія      |
| Амстел Голд Рейс (Філіп Жильбер)                                          | Альберто Контадор  | Quick-Step Floors | Іспанія      |
| Флеш Валонь (Алехандро Валверде)                                          | Альберто Контадор  | Quick-Step Floors | Іспанія      |
| Льєж — Бастонь — Льєж (Саймон Джерранс)                                   | Альберто Контадор  | Quick-Step Floors | Іспанія      |
| Тур Романдії (Кріс Фрум)                                                  | Альберто Контадор  | Quick-Step Floors | Іспанія      |
| Джиро д'Італія (Наїро Кінтана)                                            | Наїро Кінтана      | Quick-Step Floors | Іспанія      |
| Крітеріум ду Дофіне (Ендрю Таланскі)                                      | Альберто Контадор  | Quick-Step Floors | Іспанія      |
| Тур Швейцарії (Руй Кошта)                                                 | Альберто Контадор  | Quick-Step Floors | Іспанія      |
| Тур де Франс (Вінченцо Нібалі)                                            | Альберто Контадор  | Movistar Team     | Іспанія      |
| Класика Сан-Себастьяна (Алехандро Валверде)                               | Алехандро Валверде | Movistar Team     | Іспанія      |
| Тур Польщі (Рафал Майка)                                                  | Алехандро Валверде | Movistar Team     | Іспанія      |
| Енеко Тур (Тім Велленс)                                                   | Алехандро Валверде | Movistar Team     | Іспанія      |
| Ваттенфаль Класик (Александер Крістофф)                                   | Алехандро Валверде | Movistar Team     | Іспанія      |
| Гран-прі Уес Франс (Сільвен Шаванель)                                     | Алехандро Валверде | Movistar Team     | Іспанія      |
| Гран-прі Квебека (Саймон Джерранс)                                        | Алехандро Валверде | Movistar Team     | Іспанія      |
| Вуельта Іспанії (Альберто Контадор)                                       | Альберто Контадор  | Movistar Team     | Іспанія      |
| Гран-прі Монреаля (Саймон Джерранс)                                       | Альберто Контадор  | Movistar Team     | Іспанія      |
| Командна гонка з роздільним стартом на чемпіонаті світу (BMC Racing Team) | Альберто Контадор  | Movistar Team     | Іспанія      |
| Джиро ді Ломбардія (Ден Мартін)                                           | Алехандро Валверде | Movistar Team     | Іспанія      |
| Тур Пекіна (Філіп Жильбер)                                                | Алехандро Валверде | Movistar Team     | Іспанія      |